# 華佗

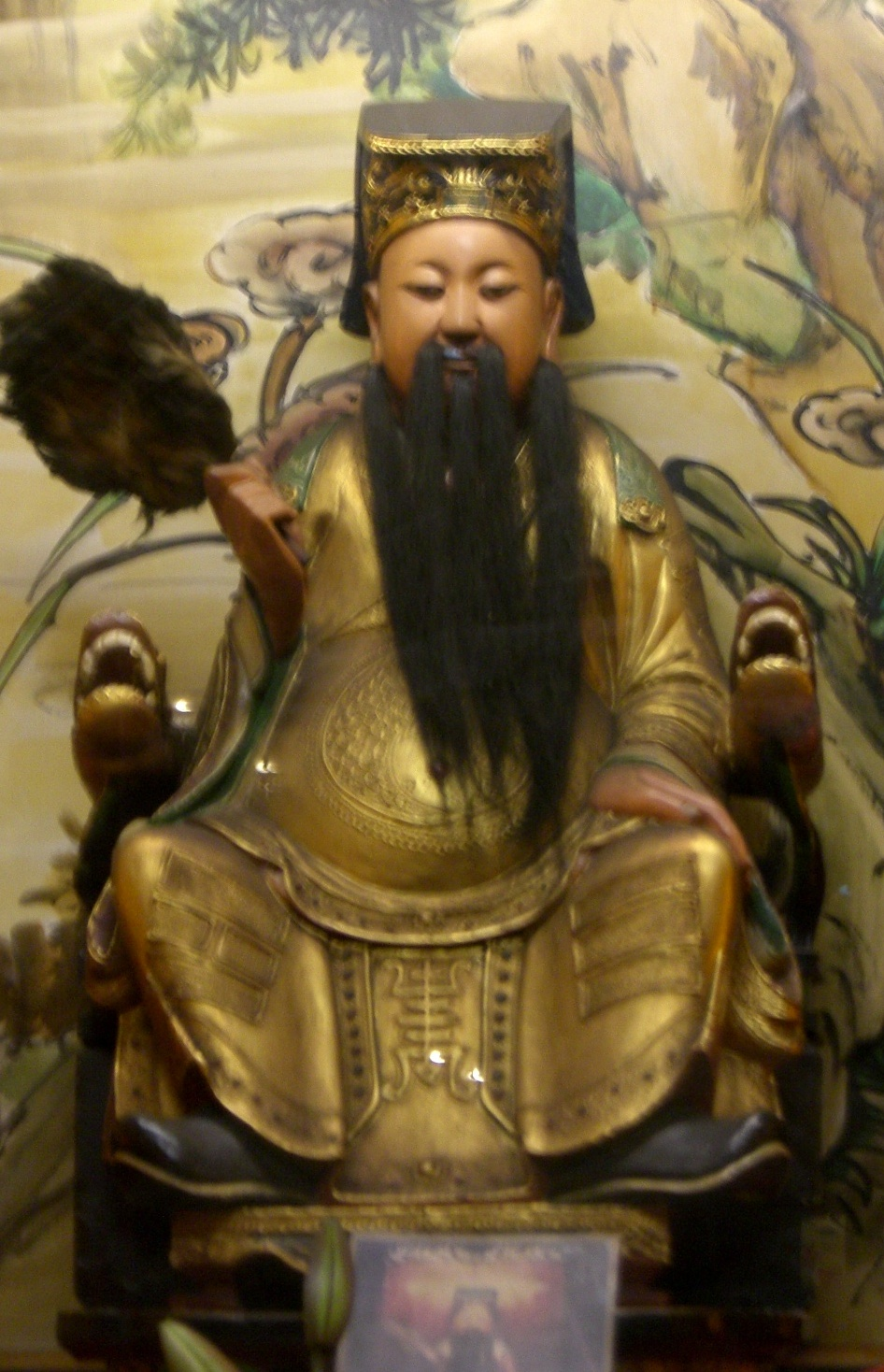
台北市龍山寺にある華佗像

華 佗（か だ、? - 建安13年（208年））は、中国後漢末期の薬学・鍼灸に非凡な才能を持つ伝説的な医師。字は元化。諱は不明。本貫は豫州沛国譙県（現在の安徽省亳州市譙城区。また河南省商丘市永城市という説もある）。「華陀」とも書く。高き医徳を積みつつも権力に屈する事を拒んだ為、非業の死を遂げたとされる。

## 経歴
徐州で学問を志し、特に『経書』を学んだ。陳珪により孝廉に推挙されたり、黄琬に招聘されたりしたが、出仕しなかった。養性の術に通暁しており、当時の人々は彼の年がもう百歳になるはずだとしたが、見たところは若々しかった。また、華佗は医術や薬の処方に詳しく、麻酔を最初に発明したとされており、「麻沸散」と呼ばれる麻酔薬を使って腹部切開手術を行なったという。そのため、民衆から「神医」と呼ばれた。また、屠蘇や「五禽戯」 と呼ばれる体操による健康法（導引）の発明者とも言われている。
その評判を聴いた曹操の典医となり、持病であった頭痛や目眩の治療に当たっていた。しかし、華佗は自分が士大夫として待遇されず、医者としてしか見られていないことを残念に思っていた。これは当時の医者の社会的地位が低かったためである。そこで、帰郷の念が募って、医書を取りに行くといって故郷に戻り、その後は妻の病気を理由に二度と曹操の下に戻って来ようとしなかった。曹操は調べた結果、妻の病気が偽りと判明したので、これに怒って華佗を投獄し、荀彧の命乞いも聴かず、拷問の末に殺してしまった。華佗は死ぬ直前に、持っていた1冊の医療書を牢番に与えようとしたが、罰を恐れた牢番が断ると自らの手で焼き捨ててしまった。曹操は名医で頭痛を治せる唯一の人物であった華佗を殺してしまった事、またその為、庶子ながらその才気煥発な面を愛していた曹沖を治療できず夭折させてしまった事を、後々まで後悔したと言われている。
華陀の手術については、『三国志』と『後漢書』に記載がある。彼は腹部を開いて患部を切除し、腹腔を洗浄し、切開部を縫合し、薬草の軟膏を塗って傷口の治癒を促した。また、麻沸散とよばれる粉末の麻酔薬を考案し、手術の前にブドウ酒とともに投与して、患者の意識を失わせたとある。その処方の詳細は現代に残っていないが、チョウセンアサガオ・アコニット根・シャクナゲ・ジャスミン根を含んでいたと考えられる。著書は多かったが残っていない。中国では近代までにおいて、手術は儒教の教えに反するとされたため、西洋の医師により考えが導入されるまで行われなかった。

## 『三国志』華佗伝や『後漢書』方術伝における華佗
『三国志』華佗伝や『後漢書』方術伝には、彼の行なった数々の治療や診断の例が記録されている。
- 陳登を診察した際、陳登の好物だった膾から感染した寄生虫が胃に巣くっていると診断した。治療として煎じ薬を2升作って半分ずつ飲ませ、寄生虫を吐き出させた。華佗が3年後に再発すると言うと、果たしてその通りになったが、その時華佗やそれに代わる医者がいなかったため、陳登は死んでしまった。
- 李通の妻が重病にかかると、流産した胎児が残っているためと診断した。李通は胎児がもう降りたと言った。しかし華佗は、胎児は双子であり、もう一人残っているのが病因と診断した。果たしてその通りだった。
- 県の役人の尹正は、手足が熱っぽく、口の中が乾いて、人の声を聞くと苛立ち、小便が通じない、という症状に悩まされていた。華佗は、熱いものを食べ汗が出れば平癒するが、出なければ3日で泣きながら絶命すると診断した。尹正は熱いものを食べたものの汗が出ず、果たして診断通りの死に方をした。
- 軍の役人の李成は、咳に苦しんで時に血膿を吐いていた。診察した華佗は、病原は肺炎ではなく腸炎と診断し、さらに18年後にちょっとした再発があるからと、その分も合わせて粉薬を出した。その5・6年後、李成の親類に同じ症状になった者がいたので、李成の親類は後で華佗から貰って来るからと李成に頼み、予備の薬を融通してもらった。親類は治癒すると、約束通り華佗のいる譙に向かったが、丁度華佗が曹操に捕縛された後だったため、薬が手に入らなかった。薬のない李成は、華佗の診察を受けた18年後に病が再発して死んでしまった。
- 重病に苦しむある郡太守の様子を診たところ、激怒させるのが最も効果的な治療法だと診断した。華佗は高額の薬代を貰いながらも治療を行わず、ついには郡大守の悪口を書いた手紙を残し去って行った。これに激怒した郡太守が数升の血を吐いたところ、すっかり病気が治ってしまった。

## 『三国志演義』における華佗

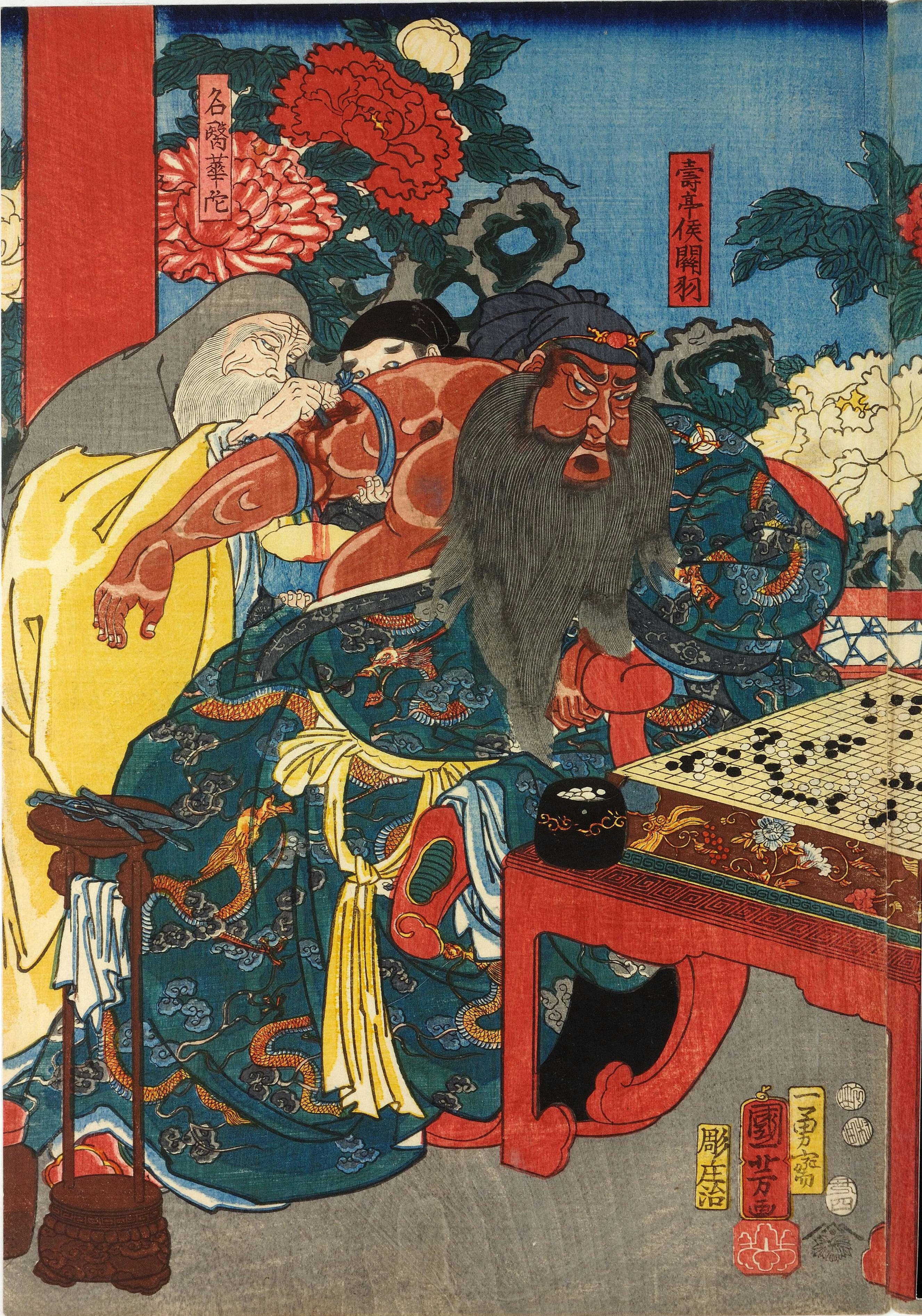
歌川国芳画『通俗三国志之内 華陀骨刮関羽箭療治図』

小説『三国志演義』では、第15回から登場する。董襲の提案と虞翻の仲立ちにより孫策の元に現れ、宣城にて孫権を救い出すため重傷を負った周泰を治療した。
また第75回では、曹仁との戦闘で毒矢の傷を受けた関羽を治療するため、荊州に自らの意思で出向き、右腕の肘の骨を削ってトリカブトの毒を除いている。この時、関羽は治療中には腕を柱に固定した方がよいとの華佗の提案を断り、酒を飲みながら平然と馬良を相手に碁を打っていたと描写されている。華佗は関羽の強靭さに大いに驚き、関羽もまた黄金百両の礼を申し出たが、華佗は「私がここに来たのは将軍の仁義を慕っての事」と告げ、それを断り去っていった。正史の「関羽伝」にも同様の逸話があるものの、治療した医者が華佗とは書かれていない。また実際の年代から言うと、この事件は既に華佗が没した後の、建安24年（219年）にあたる。
その後の第78回で、神木を切った後に頭痛に苦しむようになった曹操に召し出される。華佗は病根が脳中にあるため、薬の治療は効かないと診断し「まず麻肺湯を飲み、その後に斧をもって脳を切り開き、風涎を取り出して根を除きます」と治療法を告げる。このため曹操が華佗に対し「お前はわしを殺す気か」と怒るが、華佗は関羽が肘の骨を削られても動じなかった事を引合いに出す。しかし曹操は「脳を切り開く治療法など聞いた事がない。お前は関羽と親しかったな。治療を口実に関羽の仇討ちをしに来たか」とさらに怒り、華佗を投獄して拷問にかけた末に殺してしまう。この時、荀彧が既に死んでいたため、命乞いした人物は賈詡に代えられている。
華佗は医書である「青嚢書」 を残し、毎日華佗の世話をしていた呉という姓の獄吏（周囲から「呉押獄」と呼ばれている）に死の直前に渡している。しかし獄吏の妻は「たとえ華佗のように医術を極めても、結局は獄死するのでは何もならない」といい、夫の身を案じて焼き捨ててしまう。僅かに焼け残った箇所は、鶏や豚の去勢術などという有り様になっている。

## イラン系説
騎馬民族征服王朝説などを発表している江上波夫は、「麻酔」は西域的思想であるから、麻酔法は西域を東漸して中国に至ったイラン系幻人から伝授されたのではないかと指摘している。イラン学者の伊藤義教、井本英一は、「華佗」はパフラヴィー語で「先生」「匠王」を意味する「Xwaday」または「Khwada」と発音が似ているから、華佗はイラン系胡人だと主張している。